# Cerkiew św. Jerzego w Dawidgródku
Cerkiew św. Jerzego – prawosławna cerkiew w Dawidgródku, jedna z najstarszych świątyń tego wyznania na Polesiu. Należy do dekanatu stolińskiego eparchii pińskiej i łuninieckiej Egzarchatu Białoruskiego Patriarchatu Moskiewskiego.
Cerkiew św. Jerzego została wzniesiona w Dawidgródku, w obrębie prawosławnego cmentarza, w II połowie XVII w. W 1724 świątynia została przebudowana. Ikonostas w świątyni pochodzi z 1751. Cerkiew pozostawała czynna do końca II wojny światowej, następnie została zamknięta przez władze radzieckie. Parafia prawosławna odzyskała obiekt w 1990, wtedy też miał miejsce remont obiektu.
Cerkiew wzniesiona jest z drewna. Jest to budowla trójdzielna, złożona z trzech prostokątnych części: babińca, nawy i pomieszczenia ołtarzowego. Nawa jest dwukondygnacyjna; górna kondygnacja jest znacznie niższa od dolnej. Każda z części kryta jest dachem czterospadowym i zwieńczona niewielką cebulastą kopułą. Pomieszczenie ołtarzowe łączy się z zakrystią, zaś babiniec – z dodatkowym niższym przedsionkiem. Dzwonnica cerkiewna jest wolno stojącą czterokondygnacyjną budowlą, także zbudowaną z drewna.